# Denominació d'Origen Utiel-Requena
La Denominació d'Origen Utiel-Requena és l'àrea de la Plana d'Utiel que elabora bàsicament vins negres de la varietat de raïm autòctona boval. La primera referència de la denominació d'origen és del 1933, i el Consell Regulador es va crear el 1976. La regió comprèn els municipis de la comarca de la Plana d'Utiel: Caudete de las Fuentes, Camporrobles, Fuenterrobles, Requena, Sinarques, Utiel, Venta del Moro i Villargordo del Cabriol; més Setaigües. La producció de vins negres és el 94% del total.  En formen part la majoria dels elaboradors de vi de la comarca. Les vinyes estan per damunt dels 800 metres d'altitud.